# World Cleanup Day
Il World Cleanup Day (dall'inglese: Giorno della Pulizia Mondiale) è un'iniziativa sociale globale, concepita dalla ONG estone Let's Do It! World, che si pone come obiettivo quello di combattere il problema globale dell'inquinamento da rifiuti solidi abbandonati o smaltiti illegalmente. L'iniziativa consiste nell'organizzare e partecipare ad azioni di pulizia e mappatura dei rifiuti che si svolgono normalmente nell'arco di una giornata.
Il World Cleanup Day si tiene in svariati paesi (191 nel 2021) e riunisce milioni di volontari in tutto il mondo.
Nel 2023 tutti i 193 Stati membri delle Nazioni Unite dell’Assemblea generale UN-HABITAT hanno sostenuto l’aggiunta del World Cleanup Day al calendario ufficiale delle Nazioni Unite, invitando tutti gli Stati membri, le organizzazioni delle Nazioni Unite e le altre parti interessate a osservare la Giornata mondiale. 
Dal 2018 l'Associazione Let's do It! Italy, ramo dell'organizzazione internazionale Let's do It! World, coordina la giornata del World Cleanup Day in Italia.

## Storia
Nel 2008 l'imprenditore estone Rainer Nõlvak organizzò un'iniziativa a livello nazionale per sensibilizzare la popolazione sulla diffusione e sull'abbandono dei rifiuti in aree rurali e naturali. L'evento, che riunì circa 50 000 cittadini estoni, rimosse da foreste e altre aree naturali circa 10 000 tonnellate di rifiuti, con un costo inferiore ai 500 000 euro.
Il successo dell'iniziativa spinse le due vicine repubbliche baltiche, ossia Lettonia e Lituania, ad organizzare congiuntamente un evento con simili scopi. Il modello fu ripreso anche dalle città indiane di Bangalore e Delhi, dalla Slovenia e da alcune città di Francia, Italia, Moldavia, Portogallo, Romania e Ucraina.
Nel 2012 si formò l'ONG Let's Do It! World che organizzò l'unificazione di queste separate iniziative in un'unica giornata, ribattezzata World Cleanup Day. La prima giornata mondiale si è tenuta il 15 settembre 2018, mobilitando 17, 5 milioni di volontari in tutto il mondo.

## Edizioni
- World Cleanup Day 2023, 16 settembre 2023
- World Cleanup Day 2022, 17 settembre 2022
- World Cleanup Day 2021, 18 settembre 2021
- World Cleanup Day 2020, 19 settembre 2020
- World Cleanup Day 2019, 21 settembre 2019
- World Cleanup Day 2018, 15 settembre 2018